# 田尾幹夫
田尾 幹夫（たお みきお、1966年5月26日 - ）は、かつて存在したMELODY STAR RECORDSの最後(3代目)の代表取締役(～2006年)、A&R 、プロモーター。

## 概要
大学卒業後にかつて存在したレコード会社アポロンに入社、レコードショップ営業、メディア宣伝を担当したのち、1996年に東芝EMIに転職。音楽プロデューサー土屋望・清水吉昌らとともにMELODY STAR RECORDS設立に参画、鬼束ちひろ・蝉時雨らをはじめとするアーティストのメディア戦略やA&Rを担った。2009年に音楽業界を離れた。
現在は一般企業に勤める傍ら、クラシック作曲家のヨハン・ネポムク・フンメルのアマチュア研究家であり、YouTubeチャンネル「Hummel Note」でフンメルの知られていない多くの作品を公開している。彼の公式ホームページでは、フンメルの生涯や作品について詳しく紹介されている。
現在もnoteにクラシック音楽関連の記事を投稿しており、交流のある音楽評論家:和田大貴氏の記事でも紹介されている 。
参照:田尾幹夫 (mikio.tao) - Facebook